# Tinos
Tinos (grčki: Σύρος, talijanski: Tine),  je grčki otok iz otočne skupine Cikladi u Egejskom moru. Otok se za antike zvao  Ophiusa (Od ophis grčki= zmija) i Hydroesa (od hydor, grčki = voda). Leži pored Androsa, Delosa i Mikonosa, ima površinu od 194 km² i 8574 stanovnika. Otok je upravno podijeljen 
na tri općine Grad Tinos (5203 stanovnika), Eksoborgo (2,692 stanovnika) i općinu Panormos (679 stanovnika).
Tinos je poznat po cijeloj Grčkoj po svojoj crkvi Panagia Evangelistria i svojih 80 vjetrenjača te zbog mletačke utvrde na planini Eksoborgo. Tinos se nalazi gotovo u sredini Ciklada, 15. kolovoza na Veliku Gospu na Tilos dolazi mnoštvo vjernika s ostalih otoka i klečeći na koljenima pužu od gradske luke do 800 metara udaljene crkve Panagia Evangelistria i njezine slavne ikone Djevice Marije.

## Zemljopisne odlike
Tinos je jedan od većih otoka Ciklada, udaljen je oko 120 km jugoistočno od Atene i oko 70 km od grčkog ozemlja (jugoistočna Atika). Najbliži susjedni otok je Andros koji se nalazi na 3 km u pravcu sjevera, Mikonos je pak udaljen 20 km u pravcu juga. Otok je brdovit sa srednje razvedenom obalom. Postoji svega nekoliko dolina, koje su pogodne za zemljoradnju.
Tinos ima vrlo raznolik krajolik, od pitomih dolina do visokih planina poput Alpa. Najviši vrh je na planini Tsiknias sa 750 metara. Između planine Tsiknias i Eksoborgo nalazi se plodna ravnica Falatados, na 300 metara nadmorske visine. S obzirom na to da je to vrlo rijetki dio otoka koji je ravan, na njoj se planira izgraditi zračna luka. Zasad je gradnja odgođena zbog neslaganja mjesnog stanovništva, ali i zbog jakih vjetrova (Meltemi) koji pušu po toj dolini. 
Na brdima oko mjesta Pirgos su kamenolomi s najljepšim zelenim mramorom (Verde antico) u cijeloj Grčkoj.
Tinos je poput našeg Brača poznat po svojim kamenolomima i kamenorescima, otočani gotovo sve od kuća do uporabnih predmeta rade od kamena.

## Povijest
Tinos je poput svih ostalih Cikladskih otoka, cvjetao za vrijeme Cikladske kulture. Za vrijeme drevne Grčke Tinos je bio jedan od manje značajnih polisa. Nakon toga slijedio je Rim pa Bizant.
Između 1207. i 1715. Tinos je bio posjed Mletačke Republike. Duga mletačka vlast ostavila je i brojne tragove, većina otočana su katolici. Od 1715. – 1821., Tinos je bio pod vlašću Osmanskog Carstva, nakon toga pridružio se Kraljevini Grčkoj.

## Pogledajte i ovo
- Cikladi
- Tinijska obrada mramora

## Vanjske poveznice
- Službeni vodič po otoku Tinosu  Arhivirana inačica izvorne stranice od 5. siječnja 2008. (Wayback Machine) (engl.)
- Opće informacije o otoku Tinosu (engl.)
- Službene stranice općine Tinosa  Arhivirana inačica izvorne stranice od 30. srpnja 2012. (Wayback Machine) (grč.)
- Službene stranice općine Eksomvorga  Arhivirana inačica izvorne stranice od 24. veljače 2021. (Wayback Machine) (grč.)